# Pokrovsk
Pokrovsk est également l'ancien nom de la ville russe d'Engels.
Pour la ville d'Ukraine, voir Pokrovsk (Ukraine).
Pokrovsk (en russe : Покровск) est une ville de la république de Sakha (Iakoutie) en Russie. Sa population s'élevait à 9 177 habitants en 2017.

## Géographie
Pokrovsk est située dans la plaine centrale de Iakoutie, en Sibérie, sur la rive gauche de la Léna. Elle se trouve à 70 km au sud-ouest de Iakoutsk et à 4 899 km à l'est de Moscou.

## Histoire
Pokrovsk a été fondée en 1682 par les cosaques[réf. nécessaire] sous le nom de Karaoulny Mys (Караульный Мыс, littéralement « Cap de la sentinelle »). Plus tard le village de Pokrovskoïe (Покровское) fut créé. En 1941, le lieu devint une commune urbaine sous le nom de Pokrovsk, puis en 1997 obtint le statut de ville.

## Population
Recensements (*) ou estimations de la population
| 1939* | 1959* | 1970* | 1979* | 1989* | 2002*  |
| ----- | ----- | ----- | ----- | ----- | ------ |
| 2 300 | 5 038 | 6 574 | 7 342 | 9 283 | 10 092 |

| 2010* | 2013  | 2014  | 2015  | 2016  | 2017  |
| ----- | ----- | ----- | ----- | ----- | ----- |
| 9 495 | 9 193 | 9 042 | 9 047 | 9 102 | 9 177 |

## Transport
La route R501 traverse Pokrovsk qui constitue une alternative à la route nationale M56 pour rejoindre Iakoutsk éloignée d'exactement 100 km.